# Dimetakryna
Dimetakryna, akrypramina – organiczny związek chemiczny z grupy trójpierścieniowych leków przeciwdepresyjnych, pochodna imipraminy.
Stosowana w przeszłości w Europie i Japonii w leczeniu depresji.
Jej dokładny metabolizm nie został do końca poznany, a przeprowadzone badania wskazywały mniejszą skuteczność względem imipraminy.